# Півторалінійна форма
Півторалінійна форма — функція f(x, y) від двох векторів векторного простору V над полем {\displaystyle \mathbb {C} } sp значеннями в цьому полі, якщо вона є лінійною як функція x при кожному фіксованому y і напівлінійною як функція y при кожному фіксованому x. Вимога напівлінійності по y означає, що виконані такі умови:
- {\displaystyle f(x,y_{1}+y_{2})=f(x,y_{1})+f(x,y_{2})\ \ \forall x,y_{i}\in V,}
- {\displaystyle f(x,\alpha y)={\overline {\alpha }}f(x,y)\ \ \forall x,y\in V,\ \alpha \in \mathbb {C} .}

Півторалінійна форма f(x,y) називається ермітовою, якщо для неї виконується умова
- {\displaystyle f(x,y)={\overline {f(y,x)}}\ \ \forall x,y\in V.}

## Властивості
При виборі довільного базиса {\displaystyle e_{1},\ldots ,e_{n}} простору V півторалінійна форма записується у виді
{\displaystyle f(x,y)=\sum _{i,j=1}^{n}a_{ij}\,x_{i}{\overline {y}}_{j},\ \ \ a_{ij}=f(e_{i},e_{j}),}
де 
{\displaystyle x=x_{1}e_{1}+\cdots +x_{n}e_{n}} и {\displaystyle y=y_{1}e_{1}+\cdots +y_{n}e_{n}}.